# مادرم (فیلم)
مادرم (به فرانسوی: Ma Mère) فیلمی در ژانر درام، اروتیک به کارگردانی کریستف اونوره محصول کشور فرانسه است که در سال ۲۰۰۴ منتشر شده‌است. در این فیلم ایزابل هوپر، لویی گارل و ایما دو کون به ایفای نقش می‌پردازند. کریستوف اونره، فیلمنامه اثر را بر اساس رمانی جنجالی به همین نام از ژرژ باتای و پس از مرگ او در سال ۱۹۹۶ نوشته‌است. این فیلم در جزایر قناری و گران کاناریا اسپانیا فیلمبرداری شده‌است این فیلم در می ۲۰۰۴ در بازار جشنواره فیلم کن منتشر شده‌است. این فیلم دربارهٔ گونه ای از انحراف در رابطه است. ایزابل هوپر و کریستوف اونره برای این فیلم، نامزد دریافت جایزه شده‌اند.

## داستان فیلم
«پی یر» که نزد مادر بزرگ خود زندگی و رشد کرده و انسانی مذهبی است، به دیدار پدر و مادر خود می‌رود. او عاشق «والی» (مادر) است. اما مادر و پدر از نوعی انحراف رنج می‌برند که دلیل جدایی از پسرشان است و آن را از پی پر مخفی می‌کنند. بعد از یکماه، پدر برای دیدن معشوقه‌اش به نیس سفر می‌کند و والی که با این موضوع مشکلی ندارد پس از چند روز خبر مرگ او در تصادف را به پی یر می‌دهد. پی یر به شدت درونگراست و با کسی ارتباط نمی‌گیرد. بالاخره مادر اعتراف می‌کند و می‌گوید که او آدم محترمی نیست و بدکاره، هرزه و نفرت‌انگیز است. سپس کلید اتاق و کشوی پدر پی یر را به او می‌دهد تا پی یر بیشتر با واقعیت رابطه آن دو آشنا شود. پی یر در اتاق لوازم شکنجه وعکس‌ها و مجلات مرتبط را پیدا می‌کند. تنها کسانی که در منزل او را دوست دارند پیشخدمت «مارتا» و همسر او «رابرت» است. پی یر به شدت افسرده شده‌است و والی او را برای لذت بردن و شاد زیستن با دوست خود «ریا» آشنا می‌کند و با درخواست مادر در خیابان، رابطه برقرار می‌کنند. پی یر که عوض شده‌است، مارتا و روبرت مهربان را اخراج می‌کند. والی که پی یر به حقیقت او پی برده‌است، او را ترک می‌کند، و با دادن پول او را به دختری به نام «هنسی» می‌سپارد. هنسی بعد از اینکه با پی یر، خدمتکار خود «لولو» را مورد کتک، اذیت و آزار جنسی قرار می‌دهند، اعتراف می‌کند، که والی از او قول گرفته‌است که اینکار را با پی یر تکرار کنند و مشخص می‌شود لولو، هنسی و ریا با والی در این نوع رابطه بوده‌اند. مادر پی یر برمیگردد ولی بخاطر فشار بیماری روانی، خودکشی می‌کند.
پی یر زیر باران قسمتی از انجییل را می‌خواند:
"همانطور که آنها تمایلی به قدردانی از خداوند نداشتند، خداوند آنها را به خال خود رها کرد تا کارهای ناشایست انجام دهند و غرق در فساد و تباهی شوند. بعضی از کسانی که قانون خداوند را درک می‌کنند و رفتار می‌کنند؛ به راه راست هدایت می‌شوند و مرگ با ارزشی دارند. "